# An Awesome Wave
An Awesome Wave je debutové album britské indie rockové skupiny ∆ (Alt-J), které vydalo hudební vydavatelství Infectious Music dne 25. května 2012. Album obsahuje singly „Matilda"/"Fitzpleasure“, „Breezeblocks“ a „Tessellate“. V britské hitparádě UK Albums Chart se vyšplhalo na 13. místo a objevilo se také v hitparádách v Belgii, Francii, Nizozemsku a Švýcarsku. Album An Awesome Wave získalo v roce 2012 cenu Mercury Prize za nejlepší britské album roku.

## Ohlas kritiků
Od většiny kritiků získalo album An Awesome Wave vesměs pozitivní reakce. Z nichž MusicOHM byl nejvíce nadšený, říkající, že „i když An Awesome Wave obsahuje velký mix hudby a použití velkého množství nástrojů, tak nepůsobí nikterak nuceně nebo komplikovaně... Toto nebude naposledy, co slyšíme o tomto naprosto neodolatelném kvartetu.“ Drowned in Sound popisuje album jako „velmi zralé, báječné debutové album“ a dodává „ať už se alt-j snažili o cokoliv, s tímto debutovým albem dokázali, že jsou velmi talentovaní mladí umělci, doslova zanícení a opravdoví nadšenci.“ Jenny Stevens z NME napsala pro album An Awesome Wave pozitivní kritiku, ve které píše: „Kouzlo hudební zmatenosti, které čiší z alba je o to větší, že skutečně funguje. Na povrchu je to chytrý alt-pop, ale Alt-J si s touto formulí hrál natolik, že se z alba stal skvěle zneklidňující debut. Chlapci se rozhodli zamítnout tvrdost žánru natolik, že se možná stali mistry svého vlastního žánru.“ Jen Long z BBC Music se k albu vyjádřil také pozitivně: „Toto album obsahuje veškeré možné fungující nápady, žánry a vlivy, které se mohou zdát, napěchované pod hlavičkou kytarové hudby a přesto nepůsobí jakkoliv matoucně. To, co se ladně line z reproduktorů není nic jiného, než zcela srozumitelná a přístupná sbírka krásných popových písní.“ Allmusic napsal, že „album je občas vino domýšlivostí a tím, že obsahuje eklektická pole zvuku, která se proplétají tak ladným způsobem, že výsledek vůbec nepůsobí nuceně nebo vymyšleně...“ Časopis Mojo byl svou kritikou nejvíce negativní. „Skupina se snažila o mystický experimentální pop, ale vyšel z toho pompézní rozmar. Celé album je nejisté a nepřesvědčivé.“ Stejně tak Pitchfork Media ohodnotil album negativně: „Skladby jsou jednoduše moc protáhlé a vyčerpávající.“

## Komerční úspěch
An Awesome Wave zahájilo své působení v britské hitparádě UK Albums Chart jako číslo devatenáct se 6 720 prodanými kopiemi za první týden. Poté, co album získalo Mercury Prize vyšplhalo se na 13. místo se 13 527 prodanými kopiemi. Od té doby se alba v Anglii prodalo již 86 013 kopií.

## Singly
- „Matilda"/"Fitzpleasure“ byl vydán jako první singl z alba, a to 24. února 2012. 10. prosince byl, u příležitosti vítězství Mercuryho ceny, singl vydán znovu.
- „Breezeblocks“ vyšel jako druhý singl alba 18. května 2012.
- „Tessellate“ vyšel 13. července 2012.
- „Something Good“ byl vydán 28. září 2012.

## Seznam skladeb
Všechny skladby napsal(i) Joe Newman, Gus Unger-Hamilton, Gwilym Sainsbury a Thom Green. 
| Pořadí         | Název                      | Délka |
| -------------- | -------------------------- | ----- |
| 1.             | Intro                      | 2:37  |
| 2.             | ❦ (Ripe & Ruin)            | 1:12  |
| 3.             | Tessellate                 | 3:02  |
| 4.             | Breezeblocks               | 3:47  |
| 5.             | ❦ (Guitar)                 | 1:17  |
| 6.             | Something Good             | 3:38  |
| 7.             | Dissolve Me                | 3:59  |
| 8.             | Matilda                    | 3:48  |
| 9.             | Ms                         | 3:59  |
| 10.            | Fitzpleasure               | 3:39  |
| 11.            | ❦ (Piano)                  | 0:53  |
| 12.            | Bloodflood                 | 4:09  |
| 13.            | Taro                       | 5:05  |
| 14.            | Hand-Made (skrytá skladba) | 2:37  |
| Celková délka: | Celková délka:             | 43:58 |

Bonusové skladby
| Pořadí | Název                                               | Délka |
| ------ | --------------------------------------------------- | ----- |
| 15.    | Breezeblocks (Alt-J vs. NOC// Mix)                  | 3:06  |
| 16.    | Breezeblocks (B-JU Remix)                           | 3:59  |
| 17.    | Breezeblocks (Rockdaworld Remix)                    | 4:41  |
| 18.    | Breezeblocks (Submerse Remix)                       | 5:06  |
| 19.    | Breezeblocks (Tom Vek's SFX Remix)                  | 5:18  |
| 20.    | Fitzpleasure (bretonLABS Remix)                     | 4.23  |
| 21.    | Fitzpleasure (Dave Sitek Remix)                     | 3:18  |
| 22.    | Fitzpleasure (Jim James 'Apple C' Remix)            | 4:20  |
| 23.    | Fitzpleasure (The Internet of Odd Future Remix)     | 4:30  |
| 24.    | Matilda (Ghostpoet 'Gang Panang Adlit' Remix)       | 3:49  |
| 25.    | Something Good (BlackBox Remix)                     | 6:29  |
| 26.    | Something Good (Fort Romeau Remix)                  | 4:36  |
| 27.    | Something Good (The Invisible BMC Remix)            | 5:08  |
| 28.    | Something Good (Tong & Rogers Remix)                | 8:22  |
| 29.    | Tessellate (Anstam Remix)                           | 3:58  |
| 30.    | Tessellate (Ben De Vries Remix)                     | 4:06  |
| 31.    | Tessellate (BlackBox Remix)                         | 5:55  |
| 32.    | Tessellate (Broadbandits Afro Mix)                  | 5:27  |
| 33.    | Tessellate (Dam Mantle Remix)                       | 6:17  |
| 34.    | Tessellate (Marlais Remix)                          | 3:53  |
| 35.    | Fitzpleasure (Live From The Africa Centre 14.04.12) | 4:03  |
| 36.    | Taro (Live From The Africa Centre 14.04.12)         | 4:23  |
| 37.    | Tessellate (Live From The Africa Centre 14.04.12)   | 4:26  |
| 38.    | Bloodflood (SARM Acoustic Version)                  | 3:33  |
| 39.    | Matilda (SARM Acoustic Version)                     | 3:59  |
| 40.    | Something Good (SARM Acoustic Version)              | 3:39  |
| 41.    | Tessellate (SARM Acoustic Version)                  | 3:02  |
| 42.    | Breezeblocks (hudební video)                        | 3:47  |
| 43.    | Tessellate (hudební video)                          | 3:01  |
| 44.    | Something Good (hudební video)                      | 3:39  |

## Hitparády

### Týdenní hitparády
| Hitparáda (2012-2013)                        | Nejvyšší pozice |
| -------------------------------------------- | --------------- |
| Australská hitparáda nejlepších alb          | 9               |
| Belgická hitparáda nejlepších alb (Flanders) | 17              |
| Belgická hitparáda nejlepších alb (Wallonia) | 51              |
| Dánská hitparáda nejlepších alb              | 18              |
| Francouzská hitparáda nejlepších alb         | 45              |
| Irská hitparáda nejlepších alb               | 11              |
| Irská hitparáda nezávislých alb              | 1               |
| Skotská hipradáda                            | 17              |
| Švýcarská hitparáda nejlepších alb           | 80              |
| UK Albums Chart                              | 13              |
| UK Indie Albums Chart                        | 1               |
| US Billboard 200                             | 84              |
| US Heatseekers Albums                        | 3               |
| US Rock Albums                               | 47              |

### Roční hitparády
| Hitparáda (2012)                | Pozice |
| ------------------------------- | ------ |
| Australian Dance Albums Chart   | 20     |
| Belgian Albums Chart (Flanders) | 97     |

## Obal a umělecká stránka alba
Na obalu alba je vyobrazen více-vrstvený radarový obrázek delty řeky Gangy nacházející se v Bangladéši. Obraz v každé ze tří vrstev byl nasnímán European Space Agency odděleně 20. ledna, 24. února a 31. března 2009. Překrytý obrázek (nazvaný Ganges' Dazzling Delta) odhaluje velké množství barev vyplývajících ze změn záření na pozadí, které nastaly mezi třemi akvizačními časy.